# Гігант (фільм)
«Гігант» (ісп. Gigante) — кінокомедія спільного виробництва Уругваю, Аргентини, Німеччини, Іспанії та Нідерландів, що вийшла 2009 року. Режисером був Адріан Біньєс (був також сценаристом). Головні ролі виконали Орасіо Камандуле і Леонор Сваркас.
Продюсером стрічки був Фернандо Епштейн. Вперше фільм продемонстрували 8 лютого 2009 року у Німеччині на Берлінському кінофестивалі.
В Україні у кінопрокаті фільм не демонструвався. Переклад та озвучення українською мовою зроблено студією «1+1».

## Сюжет
Хара працює охоронцем у супермаркеті Монтевідео. Робота доволі нудна, тому він грає музику, розгадує кросворди, дивиться відео. Одного разу він на моніторах спостереження помічає симпатичну прибиральницю Хулію, яка працює у нічну зміну. З кожним днем Хара все більше закохується у Хулію, він знає про неї все, проте не спілкується з нею. А одного разу вона зникає з його моніторів.

## У ролях
| Актор            | Персонаж                 | Роль                         |
| ---------------- | ------------------------ | ---------------------------- |
| Орасіо Камандуле | Хара та інші (ісп. Jara) | охоронець супермаркету       |
| Леонор Сваркас   | Хулія (ісп. Julia)       | прибиральниця у супермаркеті |
| Нестор Гуссіні   | Томас (ісп. Tomás)       |                              |
| Федеріко Ґарсія  | Матіас (ісп. Matías)     |                              |

## Сприйняття

### Критика
Фільм отримав позитивні відгуки: Rotten Tomatoes дав оцінку 94 % на основі 16 відгуків від критиків (середня оцінка 6,7/10) і 63 % від глядачів із середньою оцінкою 3,4/5 (475 голосів). Загалом на сайті фільми має позитивний рейтинг, фільму зарахований «стиглий помідор» від кінокритиків і «попкорн» від глядачів, Internet Movie Database — 6,8/10 (1 529 голосів).

### Касові збори
Під час показу у США, що розпочався 1 січня 2010 року, протягом першого тижня фільм був показаний в 1 кінотеатрі й зібрав 4,680 $, що на той час дозволило йому зайняти 67 місце серед усіх прем'єр. Показ фільму завершився 29 січня 2010 року і за цей час фільм зібрав у прокаті у США 6,542 $.

### Нагороди і номінації[8]
| Рік  | Нагорода                           | Категорія                              | Номінант      | Результат |
| ---- | ---------------------------------- | -------------------------------------- | ------------- | --------- |
| 2009 | Берлінський кінофестиваль          | Нагорда Альфреда Бауера                | Адріан Біньєс | Перемога  |
| 2009 | Берлінський кінофестиваль          | Найкращий кінодебют                    | Адріан Біньєс | Перемога  |
| 2009 | Берлінський кінофестиваль          | «Срібний ведмідь» — Гран-прі журі      | Адріан Біньєс | Перемога  |
| 2009 | Берлінський кінофестиваль          | Золотий ведмідь                        | Адріан Біньєс | Номінація |
| 2009 | Міжнародний кінофестиваль у Чикаго | Крнкурс молодих кінорежисерів          | Адріан Біньєс | Перемога  |
| 2010 | Премія «Гойя»                      | Найкращий іноземний іспаномовний фільм | Адріан Біньєс | Номінація |